# Daniel Hadad
Gerardo Daniel Hadad (Buenos Aires, 28 de noviembre de 1961) es un empresario de medios de comunicación, periodista y abogado argentino. Reconocido como uno de los grandes innovadores del periodismo radial y digital de la Argentina, es fundador de Infobae, y de otras diez empresas de medios, entre ellas, C5N, Radio 10, Radio Mega y Radio Amadeus. Asimismo fue propietario de Canal 9 de Argentina.

## Biografía
Abogado y periodista por la Universidad Católica Argentina (UCA), continuó sus estudios de posgrado en la Universidad de Navarra en España. 

## Vida personal
Está casado con Viviana Zocco y tiene cuatro hijos.[cita requerida]

## Carrera

### Trayectoria periodística
Inició su carrera como redactor especial en Editorial Atlántida y como cronista de exteriores en el noticiero Teledós Informa, conducido por Pinky, en 1988. Posteriormente, trabajó como productor del periodista Bernardo Neustadt.
A lo largo de su carrera, condujo diversos programas televisivos en señales como América TV y ATC (actual Televisión Pública), entre ellos: *En voz alta*, *H&L*, *La trama y el revés* y *El primero de la semana*.
Durante la crisis política y social de 2001, alcanzó notoriedad como conductor de *Después de hora (DH)*, un ciclo informativo que abordaba los acontecimientos en tiempo real y lo posicionó como una figura destacada en el análisis político televisivo.

### Empresario de medios

#### Buenos Aires Económico
Lideró desde 2001 Buenos Aires Económico, cuya versión digital fue el precursor Infobae. 

#### Radio 10
Creó Radio 10 en 1998 y salió al aire el 4 de enero de 1999 en amplitud modulada con sostenidos niveles de rating (que superaban el 40 % de audiencia a nivel nacional).

#### Infobae
En el 2002 fundó Infobae.  Posee ediciones en Argentina, México, Colombia, España y América Latina, lo convirtió en el sitio periodístico en español más leído en el mundo. Su línea editorial es de corte liberal.
Bajo la dirección de Hadad, Infobae se consolidó como pionero en la integración de tecnologías de inteligencia artificial, incorporando desde asistentes virtuales que transcriben entrevistas y sugieren títulos SEO, hasta sistemas de personalización de noticias según ciudad y dispositivo. La cabecera neotecnológica se transformó en una empresa orientada a datos, con una estrategia que posiciona al medio no solo como líder informativo, sino también como innovador tecnológico.
Para 2023, Infobae se consolidó entre los tres medios en español más leídos del mundo, con presencia editorial en países como México, Colombia, España, Perú y Bolivia. Solo en México, alcanzó casi 33 millones de usuarios únicos mensuales, superando a medios tradicionales.

#### Canal 9
Hacia 2002 adquirió el canal porteño Azul Televisión; que retomó el nombre de Canal 9.
En 2005, renovó la programación del canal, incorporando el envío Showmatch, la telenovela Los Roldán, y el programa humorístico No hay dos sin tres.  De esta manera, alcanzó el segundo lugar entre los canales de aire más vistos de la Argentina.
A principios de 2007, Hadad vendió el 80 % de las acciones del canal al empresario mexicano Ángel González y mantuvo solo la dirección de contenidos periodísticos. En diciembre de ese año, vendió el restante 20 % de las acciones a González, y se desvinculó del canal.

#### C5N
En 2007 funda la señal de noticias C5N. Con una redacción que integraba medios de tiempo real (radio, televisión y digital), se trató de la primera experiencia de redacción multimedial de la Argentina. Junto a TN lideraba el rating de las señales de cable.
El 26 de abril de 2012 vendió al Grupo Indalo del empresario Cristóbal López, la señal de noticias C5N y las emisoras radiales Radio 10, Vale 97.5, Mega 98.3, Pop Radio 101.5 y TKM. En 2017 Hadad contó que recibió presiones del gobierno de Cristina Fernández de Kirchner para obligarlo a vender esos medios  Un tiempo después la Administración Federal de Ingresos Públicos (AFIP), agencia de recaudación impositiva del gobierno argentino, le inició una causa judicial. Paralelamente, según contó, dos antenas de su estación de radio se cayeron en un terreno del gobierno de la Provincia de Buenos Aires.

## Premios, distinciones y cargos honorarios
| Año  | Premio                       | Categoría                            |
| ---- | ---------------------------- | ------------------------------------ |
| 1991 | Premio Broadcasting          | Mejor Programa Periodístico de Radio |
| 1992 | Cámara Junior                | Premio Joven Sobresaliente           |
| 1993 | Premio Broadcasting          | Mejor Programa Periodístico de Radio |
| 1998 | Premio Broadcasting          | Mejor Programa Periodístico          |
| 1999 | Premio Martín Fierro         | Radio AM                             |
| 2000 | Premio Martín Fierro         | Mejor Programa Periodístico en Radio |
| 2000 | Premio Broadcasting          | Mejor Programa de Opinión en Radio   |
| 2000 | Premio Martín Fierro         | Radio AM                             |
| 2000 | Premio Martín Fierro         | Mejor Programa Periodístico en Radio |
| 2017 | Premio Martín Fierro Digital | Martin Fierro de Oro                 |
| 2017 | Premio Konex                 | Konex de Platino                     |

En 2019 fue declarado por la Legislatura porteña, Ciudadano Ilustre de la Ciudad de Buenos Aires. También fue reconocido por su trayectoria por la Universidad de Buenos Aires.
Forma parte del Executive Board (Comité Ejecutivo) del International Press Institute.